# Igor Wladimirowitsch Wassiljew
Igor Wladimirowitsch Wassiljew (russisch Игорь Владимирович Васильев, * 24. Januar 1966 in Wolgograd; † 26. Mai 2023) war ein russischer Handballtrainer. Als Spieler wurde er meist als rechter Rückraumspieler eingesetzt.

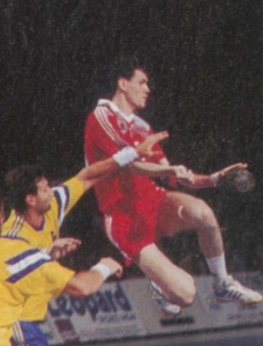
Igor Wassiljew im Trikot der Auswahl der GUS bei der Challenge Georges Marrane 1992.

Der 1,97 m große Wassiljew spielte für GK Kaustik Wolgograd. In Deutschland lief er für den deutschen Zweitligisten TSG Altenhagen-Heepen auf. In der Saison 1994/95 wurde er in die Schweiz zum TV Suhr ausgeliehen.
Mit dem Vereinten Team gewann er bei den Olympischen Spielen 1992 die Goldmedaille. Auch bei der Weltmeisterschaft 1993 feierte er mit der russischen Nationalmannschaft den Titel. Ein Jahr darauf unterlag er im Finale der Europameisterschaft 1994.
In der Saison 2005/06 war Wassiljew Jugendtrainer beim TV Nieder-Olm. Bis 2011 trainierte er den Bezirksoberligisten SG Wehrheim/Obernhain. Zuletzt arbeitete er als Vizepräsident von Kaustik Wolgograd.